# Zaciągi garbnikowe
Zaciągi garbnikowe, plamy garbnikowe, zaciągi słoneczne –  wada drewna z grupy zabarwień polegająca na brunatnym zabarwieniu drewna, widocznym na czołach w postaci plam, od których ciągną się w głąb drewna klinowate smugi.
Zaciągi powstają w drewnie wszystkich gatunków drzew, przede wszystkim liściatsych, bogatych w garbniki (np. w drewnie dębowym).
Zabarwienie jest następstwem utleniania się wyługowanych garbników zawartych w drewnie. Powstawaniu zaciągów sprzyja silne nasłonecznienie czół drewna, ciepła i wilgotna pogoda oraz intensywne wyparowywanie tzw. wody wolnej, w której rozpuszczone są związki garbnikowe. W miarę stopniowego wysychania zaciąg powiększa się wnikając głębiej w drewno.
Wada obniża poważnie użyteczność drewna z przeznaczeniem na okleinę i większość sortymentów stolarskich. Głębokie plamy nie znikają przy obróbce powierzchni.
Pomiaru wady na drewnie okrągłym nie wykonuje się, a stwierdza się jedynie jej obecność.
W lesie gospodarczym, dla ochrony przed zaciągami leśnicy składują drewno w ocienieniu. Dawniej stosowane było malowanie czół drewna białą farbą, lub gliną mieszaną z wapnem co powodowało odbicie promieni słonecznych oraz znaczne spowolnienie przesychania (i pękania drewna).